# HTC Sedna
HTC Sedna，原廠型號HTC P6500，是台灣宏达国际电子公司所推出的提供給企業客戶的智慧型手機，搭載微軟 Windows Mobile 6，擁有兩個SDIO插槽，內置指紋識別裝置，2007年10月於歐洲首度發表。已知客製版本HTC P6500，Orange＆HTC P6500，O2 Xda Mantle。

## 技術規格
- 處理器：Qualcomm MSM7200 400 MHz
- 作業系統：Windows Mobile 6.0 Professional
- 記憶體：ROM：256MB，RAM：128MB，內建存儲：1GB（可選2GB，4GB）
- 尺寸：137 毫米 X 72.9 毫米 X 20.5 毫米
- 重量：200g（含電池）
- 螢幕：QVGA 解析度、3.5 吋 TFT-LCD 平面式觸控感應螢幕
- 網路：HSDPA/WCDMA
- GPS：配備GPS及A-GPS
- 藍牙：2.0 with EDR
- Wi-Fi：IEEE 802.11 b/g
- 相機：320萬畫素相機，支援自動對焦功能
- 電池：1500mAh充電式鋰或鋰聚合物電池

## 外部連結
- HTC P6500 概觀
- HTC P6500 技術規格（页面存档备份，存于）